# Scipopus sexguttatus
Scipopus sexguttatus är en tvåvingeart som beskrevs av Günther Enderlein 1922. Scipopus sexguttatus ingår i släktet Scipopus och familjen skridflugor. Inga underarter finns listade i Catalogue of Life.